# Gyrus

Die äußere Oberfläche der linken Gehirnhälfte

Die mediale Oberfläche der linken Gehirnhälfte

Der Gyrus (Mehrzahl Gyri, latinisierte Form von altgriechisch γύρος gýros [ˈgyːrɔs], deutsch ‚Runde‘, ‚Biegung‘, ‚Rundgang‘, ‚Saum‘, ‚Rand‘, hier im Sinne von ‚Windung‘) ist ein Begriff aus der Oberflächenanatomie des Gehirns. Es stellt eine aus der Hirnmasse hervortretende Gehirnwindung dar.
Die einzelnen Gyri sind durch Fissurae (Furchen) und Sulci (Gräben) voneinander getrennt. Durch diese Strukturen wird in der Groß- und der Kleinhirnrinde das Prinzip der Oberflächenvergrößerung verwirklicht.
Die Ausbildung der Gyri am Menschen erfolgt bereits ab der 24. Schwangerschaftswoche (SSW), eine vollständige Gyrierung wird meist mit der 32. SSW erreicht. Die Gehirnoberfläche eines Neugeborenen beträgt etwa 679 cm², wovon etwa 61 % innerhalb der Sulci liegen. Mit vollständiger Ausbildung der Gyri im Erwachsenenalter nimmt deren Anzahl zu und die Gehirnoberfläche vergrößert sich auf etwa 1600 cm².

## Beispiele für Gyri
- Gyrus praecentralis
- Gyrus postcentralis
- Gyrus supramarginalis
- Gyrus insularis
- Gyrus cinguli